# I Took a Pill in Ibiza
Singles de Mike Posner
Top of the World
(2013) Be as You Are
(2016)
I Took a Pill in Ibiza est un single du chanteur américain Mike Posner sorti en 2015. 
Originellement de style folk, la chanson est remixée par le duo norvégien SeeB et devient grâce à cela le plus grand succès de Mike Posner, surpassant Cooler Than Me sorti cinq ans plus tôt.
En mai 2018, le clip vidéo atteint le milliard de visionnages sur YouTube.

## Histoire
Mike Posner raconte dans une analyse de texte pour le site américain Genius la genèse du titre. En Suède avec Avicii pour l'écriture d'une chanson intitulée Stay With You, il décide de suivre Avicii à Ibiza où ce dernier doit donner un concert. Alors qu'il était alcoolisé, une personne qui l'avait reconnu lui proposa une pilule. Mike Posner a accepté car il s'est dit que c'était quelque chose à vivre car il n'avait jamais pris de drogues. Il dit s'être senti très bien sur le coup mais lorsque l'effet s'est estompé, il s'est senti vieillir de 10 ans.
Simen Eriksrud et Espen Berg obtiennent l'« extended play » The Truth, qui contient la version originale, par le biais d'une connaissance. Ils choisissent ce titre, interpellés par la toute première phrase, « I took a pill in Ibiza », ayant également le sentiment que la chanson avait un potentiel inexploité.

« Des paroles et une mélodie brillantes, mais il fallait un nouveau paysage sonore pour que ce soit un hit »

— SeeB.

## Écriture et composition

### Écriture
Au-delà de la prise et des effets de la drogue de la « pilule mystère », la chanson évoque la célébrité obtenue grâce à son titre Cooler Than Me puis la chute et la mélancolie après le succès.

## Accueil

### Accueil critique
Le Time classe le titre sixième pire chanson de 2016, arguant que si la version folk originale était intelligente dans sa critique de la culture EDM et la prise de drogues associée, la version remixée « avait tuée son esprit, la transformant en exactement ce qu'elle satirisait. Quelle déception ».

### Réaction locale
La chanson provoque l'agacement des autorités d'Ibiza qui regrettent la mauvaise réputation une nouvelle fois associée à leur île. Le directeur du tourisme déclare que Mike Posner est invité à se rendre sur Ibiza pour découvrir que l'île a « bien plus à offrir que la vie nocturne pour laquelle elle est mondialement connue ».

## Classements
La chanson, grâce au remix, gagne en notoriété et en popularité et occupe in fine la place de numéro un dans sept pays et le top 10 dans plus d'une dizaine.
| Classement (2015-16)                    | Meilleure position |
| --------------------------------------- | ------------------ |
| Allemagne (Media Control AG)            | 13                 |
| Australie (ARIA)                        | 17                 |
| Autriche (Ö3 Austria Top 40)            | 15                 |
| Belgique (Flandre Ultratop 50 Singles)  | 5                  |
| Belgique (Wallonie Ultratop 50 Singles) | 19                 |
| Danemark (Tracklisten)                  | 4                  |
| États-Unis (Hot 100)                    | 4                  |
| Finlande (Suomen virallinen lista)      | 7                  |
| Irlande (IRMA)                          | 24                 |
| Italie (FIMI)                           | 21                 |
| Norvège (VG-lista)                      | 1                  |
| Nouvelle-Zélande (RMNZ)                 | 8                  |
| Pays-Bas (Nederlandse Top 40)           | 9                  |
| Pays-Bas (Single Top 100)               | 1                  |
| Royaume-Uni (UK Singles Chart)          | 1                  |
| Suède (Sverigetopplistan)               | 7                  |
| Suisse (Schweizer Hitparade)            | 10                 |

## Certifications
| Région                                                                                                 | Certification | Ventes/Streams |
| --- | ------------- | -------------- |
| Australie (ARIA)                                                                                       | 3 × Platine   | 210 000*       |
| États-Unis (RIAA)                                                                                      | 5 × Platine   |                |
| Danemark (IFPI)                                                                                        | Platine       |                |
| Royaume-Uni (BPI)                                                                                      | Argent        | 200 000*       |
| Suède (GLF)                                                                                            | 2 × Platine   |                |
| *Ventes selon la certification ^Mise en rayon selon la certification xNon précisé par la certification |               |                |